# تيموثي غارتون آش
تيموثي غارتون آش (بالإنجليزية: Timothy Garton Ash) (ولد في 12 يوليو 1955) هو صحفي، ومؤرخ، وكاتب، ومقالاتي من المملكة المتحدة ولد في لندن.

## مناصب وهيئات
أدار جارديان، وذي إندبندنت، ونيويورك ريفيو أوف بوكس، وجامعة أوكسفورد.

## روابط خارجية
- تيموثي غارتون آش على موقع مونزينجر (الألمانية)